# Serge Garant

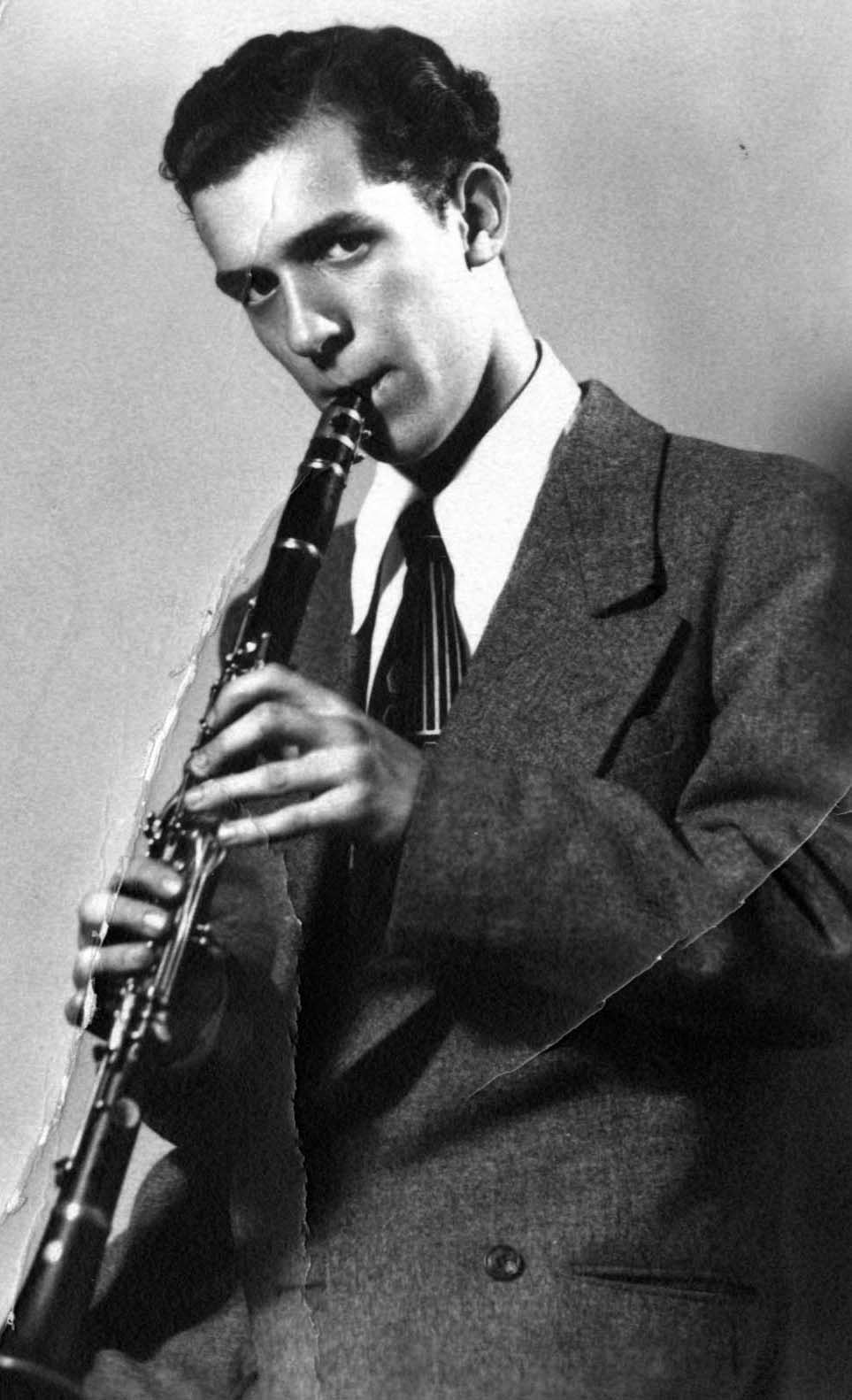
Serge Garant (1946)

Albert Antonio Serge Garant (* 22. September 1929 in Québec; † 1. November 1986 in Sherbrooke, Québec) war ein kanadischer Komponist und Dirigent.

## Leben
Serge Garant spielte als Jugendlicher Klarinette im Orchestre symphonique de Sherbrooke und Saxophon in verschiedenen Jazz-Ensembles. Er studierte von 1946 bis 1950 Klavier bei Sylvio Lacharité und Harmonielehre bei Paul-Marcel Robidoux. 1948 ging er nach Montreal, um Klavierunterricht bei Yvonne Hubert und Kompositionsunterricht bei Claude Champagne zu nehmen. In dieser Zeit entstanden seine ersten Kompositionen. Für die Fantaisie für Klarinette und Klavier erhielt er 1950 den Preis der Association of Amateur Bands, der ihm einen sechswöchigen Studienaufenthalt an der New Yorker Juilliard School of Music ermöglichte.
Garant interessierte sich schon zeitig für die Werke zeitgenössischer Komponisten und führte 1950 Klavierkompositionen Schönbergs auf. Von 1951 bis 1952 hielt er sich in Paris auf, wo er bei Olivier Messiaen und Andrée Vaurabourg-Honegger studierte und Karlheinz Stockhausen und Pierre Boulez kennenlernte. 
Nach seiner Rückkehr nach Kanada spielte Garant in Sherbrooke als Jazzpianist, ging aber bald nach Montreal, wo er Kontrapunkt-Unterricht bei Jocelyne Binet nahm und sich 1954 mit François Morel und Gilles Tremblay zusammenschloss, um Werke von Boulez, Messiaen und Webern aufzuführen. Im Folgejahr führte die Gruppierung, aus der 1956 die Gruppe Musique de notre temps hervorging, Garants Nucléogame ‘In memoriam Anton Webern’  auf, das erste in Kanada entstandene Werk für Tonband und Instrumentalisten. Daneben wirkte Garant in der Zeit als Klavierbegleiter, Dirigent und Musikkritiker.
In seinen Pièces pour quatuor experimentierte Garant mit der Technik der Aleatorik. Seine Werke wurden zunehmend auch im Rundfunk aufgeführt, und 1961 dirigierte Mauricio Kagel seine Komposition Anerca bei der Internationalen Woche der Zeitgenössischen Musik in Montreal. Das Orchestre symphonique de Québec führte Ouranos auf, das Orchestre symphonique de Sherbrooke die Ennéade, und 1965 spielte der Pianist Claude Helffer die Asymétries No. 1 in Paris.
Mit der Aufführung der Komposition Loving von R. Murray Schafer bei CBC Television 1966 etablierte sich Garant als Dirigent zeitgenössischer Musik. Er dirigierte im Lauf der Zeit Uraufführungen der Werke von Musikern wie Robert Aitken, Serge Arcuri, Norma Beecroft, Allan Gordon Bell, Denys Bouliane, John Burke, Gabriel Charpentier, Brian Cherney, Yves Daoust, Marcelle Deschênes, José Evangelista, Michel Gonneville, Denis Gougeon, Jacques Gouin, Bengt Hambraeus, Hugh Hartwell, John Hawkins, Jacques Hétu, Richard Hunt, Otto Joachim, Alain Lalonde, Rémi Lapointe, Michel Longtin, Alexina Louie, Bruce Mather, François Morel, John Oliver, Jean Papineau-Couture, Clermont Pépin, John Rea, Micheline Coulombe Saint-Marcoux, Donald Steven, Gilles Tremblay, Pierre Trochu, Michel Vinet und Claude Vivier.
1966 wurde Garant musikalischer Leiter der Société de musique contemporaine du Québec (SMCQ). Er dirigierte das Ensemble bei regelmäßigen Tourneen in Kanada und Europa bis in sein Todesjahr 1986. Ab 1967 unterrichtete er Komposition an der Université de Montréal. Seine bekanntesten Schüler waren Ginette Bellavance, Walter Boudreau, Marcelle Deschênes, Richard Grégoire, Michel Longtin und François Tousignant.
Neben seiner Tätigkeit als Dirigent, Lehrer und Komponist präsentierte Garant von 1971 bis 1986 die Reihe Musique de notre siècle bei Radio-Canada. Er wurde vielfach ausgezeichnet: 1979 wurde er Officer des Ordre du Canada, 1984 Musiker des Jahres des Canadian Music Council und 1986 Mitglied der Société royale du Canada.

## Werke
- Concerts sur terre für Sopran und Klavier, 1951
- Pièce pour piano Nr. 1, 1953
- Caprices für Sopran und Klavier, 1954
- Musique pour la mort d'un poète für Klavier und Streichorchester, 1954
- Musique rituelle für Klavier, 1954
- Variations pour piano, 1954
- Nucléogame für sechs Instrumente und Tonband, 1955
- Asymétries Nr. 1 für Klavier, 1958
- Asymétries Nr.2 für Klarinette und Klavier, 1959
- Anerca für Sopran und Orchester, 1961
- Cage d'oiseau, für Sopran und Orchester, nach einem Gedicht von Hector de Saint-Denys Garneau, 1962
- Pièce pour piano Nr. 2: Cage d’oiseau, 1962
- Ouranos für Orchester, 1963
- Ennéade für Orchester, 1964
- Phrases I für Kontraalt, Klavier und Schlagzeug, 1967
- Amuya für Orchester, 1968
- Jeu à quatre für vier Instrumentalgruppen, 1968
- Phrases II, nach einem Text von Che Guevara, für zwei Orchester, 1968
- Offrande I „Cérémonial du corps“, 1969
- Offrande II für großes Orchester, 1970
- Offrande III, 1971
- Circuits I für sechs Schlagzeuger, 1972
- Circuits II für Ensemble, 1972
- Circuit III für achtzehn Musiker, 1973
- …chants d’amours für Sopran, Kontraalt, Bariton und Ensemble, 1975
- Rivages auf einen Text von Alain Grandbois für Bariton und Ensemble, 1976
- Quintette, 1978
- Plages, 1981

## Filmografie
- 1964: Alles in Allem (À tout prendre)
- 1969: Vertige (Kurzfilm)